# Dapeng International Plaza
Il Dapeng International Plaza è un grattacielo di 56 piani e alto 269,4 metri, situato nel distretto di Yuexiu della città di Canton, nella provincia cinese del Guangdong. La costruzione della torre, con molti ritardi rispetto ai tempi inizialmente previsti, è stata ultimata nel 2006. Il piano più alto dell'edificio è posto a 213 metri, raggiungendo l'altezza complessiva di 269,4 metri con la guglia. Il grattacielo è stato progettato dal Guangzhou Design Institute.